# Połomino
Połomino – wieś w Polsce położona w województwie zachodniopomorskim, w powiecie kołobrzeskim, w gminie Dygowo. 
Według danych z 1 stycznia 2011 r. wieś miała 1 mieszkańca.